# Kantubek
Kantubek; també anomenat Aralsk-7 (en uzbek Kantubek, en karakalpak: Qantubek, rus: Кантубек) — és una ciutat abandonada a Illa de Vozrojdénia, situada a la República de Karakalpakstan, al nord-oest de l'Uzbekistan. Kantubek va ser un polígon administratiu i residencial, on va viure 1,5 mil persones (treballadors del polígon amb les famílies, així com prop de 800 reclutes). La ciutat es troba actualment deshabitada i en ruïnes.
De 1942 a 1992, van treballar a l'illa de Vozrojdénia al camp de proves bioquímiques per l'exèrcit amb el nom condicional de "Duna". Nom oficial: Laboratori d'Investigació del Camp 52a (MPMS-52) - 04061 Unitat Militar (abans de la Segona Guerra Mundial, el laboratori estava situat a prop de la regió d'Ostashkov a la ciutat de Tver de l'illa Gorodomlya del llac Seliger, el 1941 va ser evacuat a Kirov, a continuació, es va traslladar a Saratov, i el 1942 - a l'Illa de Vozrojdénia).
A l'illa des de fa cinquanta anys s'han realitzat assajos amb armes microbiològiques (bacteriològiques) en animals d'experimentació (gossos, micos, rates, cavalls). Les mostres de productes per a assajos biològics van ser lliurats a l'illa des de tots els laboratoris bioquímics militars de l'URSS (Stepnogorsk, Kirov, Sverdlovsk-19, Omutninsk, Posad, Obolensk).
Geogràficament, el lloc de "Duna", es troba al costat uzbek de l'illa (Districte de Muinak, República de Karakalpakstan), però en realitat va ser operat amb l'equip kazakh. A la ciutat d'Aralsk, regió de Kyzylorda, a prop de l'estació de tren, el mar d'Aral, hi havia una ciutat militar d'Aralsk-5 ("Ural"), on a més de les residències de militars i les seves famílies, que ocupa el regiment servei prova lloc (unitat militar 25484), inclou avtobatalon, seguretat de l'empresa i el funcionament de la ciutat d'Aralsk-5.
A l'Illa de Vozrojdénia es troba:
La ciutat tancada d'Aralsk-7 (Kantubek) - va ser la zona residencial i administrativa del polígon, on va viure 1,5 mil persones (treballadors del polígon amb les famílies, així com prop de 800 reclutes). A 3 km al sud-oest de Kantubek va ser anomenat "Laboratori d'edificació" és un complex d'edificis i estructures per a la formació i les proves al laboratori.
A més de 3 km a l'oest de la ciutat de Kantubek, a principis de 1960, es va construir un aeròdrom militar, que constava amb quatre pistes d'aterratge (sòl original) en forma de rosa dels vents. En la dècada de 1980, la pista de l'aeroport estava equipat amb un revestiment de lloses de formigó. El lloc per a proves de camp estaven situades a la meitat sud de l'illa. L'abocament de la ciutat Kantubek va funcionar fins al 1992. A l'octubre - novembre de 1992, el contingent militar (i les seves famílies) es va traslladar a Rússia (Kirov), el biolaboratori està desmantellat, la documentació i part del material exportat, la resta va ser abandonada a l'illa i el poble gradualment es va degradar.
Després del tancament del laboratori, l'illa va ser visitada per un grup d'experts del Pentàgon, així com de nombroses expedicions científiques. A la primavera de 2002 es va dur a terme una expedició dirigida per l'enginyer bioquímic nord-americà Brian Hayes i l'expedició de l'agència del Departament de Defensa dels EUA de 113 persones a l'illa del Renaixement, en particular, la ciutat de Kantubek. L'objectiu de l'expedició era l'estudi i la destrucció probable de l'enterrament més gran del món d'àntrax. En el termini de tres mesos a partir de l'expedició van ser capaços d'eliminar uns 100-200 tones d'àntrax. Segons alguns, el cost de la destrucció de fosses d'àntrax s'estima en aproximadament 5 milions de dòlars.